# Еміль Йозеф Дімер
Еміль Йозеф Дімер (нім. Emil Joseph Diemer, часто писав своє друге ім'я як Josef; 15 травня 1908, Радольфцелль, Констанц, Німецька імперія — 10 жовтня 1990, Генгенбах, Німеччина) — німецький шахіст і шаховий журналіст. Не вигравши жодного великого міжнародного турніру, Е. Дімер досяг певної популярності завдяки гамбіту Блекмара-Дімера, який він просував під девізом «мат з першого ходу».

## Життєпис
Еміль Йозеф Дімер народився у 1908 році в німецькому містечку Радольфцелль, що в землі Баден-Вюртемберг. У 1931 році залишився без роботи і вступив до НСДАП, у діяльності якої брав активну участь. Цей факт призвів до розриву з його християнсько-консервативним батьком. Еміль Дімер завжди був присутній на всіх важливих міжнародних шахових заходах, писав звіти для шахових журналів, редагував шахові колонки в щоденних газетах і врешті-решт став «шаховим репортером Німецького Райху», статті якого часто з'являлись у нацистських виданнях. У 1942—1943 роках грав за листуванням і поступився у матчі молодому шахісту Клаусу Юнге, який на той час уже був призваний до війська. Після Другої світової війни продовжив займатись шаховою журналістикою, продавав шахову літературу та проводив сеанси одночасної гри, проте клеймо нацистського минулого часто ставало йому на заваді. Успіхи в шахах були посередніми. В 1953 його було позбавлено членства у Федерації шахів Німеччини, чиновників якої він звинувачував у кампанії в пресі у «гомосексуалізмі і розбещенні безневинної молоді».
Беручи участь у змаганнях, Дімер виграв декілька турнірів меншого рангу, включаючи додатковий турнір (Major A) в Гастінгсі у 1935 і 1936 роках. Він грав у команді Фрайбурзького шахового клубу у фіналі командного чемпіонату Німеччини 1950 року у Берліні на третій дошці. У 1951 році він виграв Чемпіонат Верхньої Швабії та 5-й Чемпіонат Південного Бадену, у 1952 році Національний турнір Швейцарії, у 1953 році Кубок Бадена.
У турнірах із сильнішими суперниками, однак, він не зміг досягти помітних успіхів. У двораундовому турнірі чотирьох майстрів у Брюсселі в 1936 році він посів останнє місце, набравши 1,5 очка за 6 партій.
Лише у 1956 році добився вагомого успіху, вигравши у резервній групі Гооґовенс-турніру, а потім і у Відкритому чемпіонаті Нідерландів і в 1957 році у Зволле (Нідерланди).
Згодом Дімер став менше приділяти увагу шахам й зацікавився спадком Нострадамуса, стверджуючи, що зламав секретний код Нострадамуса, і, як говорять, за 25 років надіслав поштою понад 10 000 листів на цю тему. У 1965 його помістили до психіатричної клініки у Генгенбаху. Директор клініки, вважаючи, що шахи є для Дімера надмірним стресом, заборонив йому грати у цю гру. Однак у 1971 році ця заборона була скасована, і членство Дімера у Шаховій федерації ФРН також було відновлене. Після цього він грав на першій дошці у складі команди німецького шахового клубу. Однак, не маючи фінансової незалежності, продовжив до кінця свого життя мешкати у Генгенбаху у статусі напівстаціонарного пацієнта шпиталю.

## Манера гри
Еміль Дімер часто розігрував нестандартні дебюти у французькому захисті, такі як гамбіт Дімера — Дума (1. d4 d5 2. e4 e6 3.c 4) та гамбіт Алапіна — Дімера (1. d4 e6 2. e4 d5 3. Ce3), але найвідомішими стали його удосконалення старої ідеї Арманда Едварда Блекмара (1. d4 d5 2. e4 de 3. f3), широко відомої як гамбіт Блекмара — Дімера (1. d4 d5 2. e4 de 3. Кc3 Кf6 4. f3).